# B1 (sport)

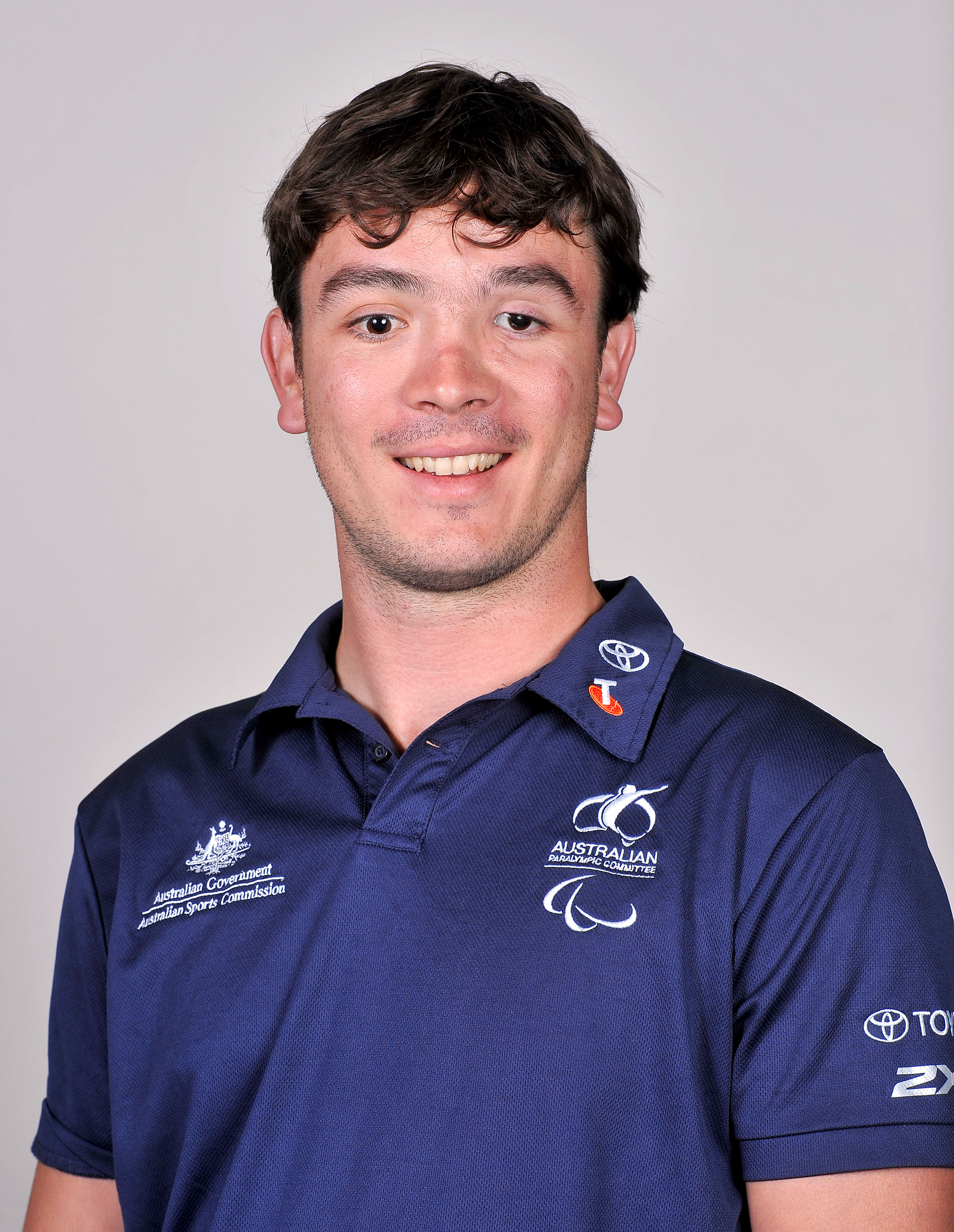
L'australiano Bryce Lindores è un atleta classificato B1

B1 è una classificazione paralimpica medico-sportiva negli sport per non vedenti. Viene utilizzato in numerosi sport per non vedenti, tra cui il tennis per non vedenti, lo sci alpino, lo sci nordico, il cricket per non vedenti, il golf per non vedenti, il calcio a cinque, il goalball e il judo; anche altri sport, tra cui il canottaggio adattato, l'atletica e il nuoto, hanno equivalenti di questa classe. Gli atleti di questa classificazione sono totalmente o quasi totalmente ciechi. 
La classificazione B1 è stata creata per la prima volta dall'IBSA negli anni '70 e da allora è rimasta sostanzialmente invariata, nonostante gli sforzi del Comitato Paralimpico Internazionale volti a orientarsi verso un sistema di classificazione più funzionale e basato su prove oggettive. La classificazione è di solito gestita a livello internazionale dalla Federazione Internazionale degli Sport per Non Vedenti, ma talvolta è gestita dalle federazioni sportive nazionali. Esistono delle eccezioni per sport come l'atletica e il ciclismo, in cui la classificazione è gestita dai rispettivi organi di governo.
L'attrezzatura utilizzata dai concorrenti in questa categoria può variare da sport a sport e può annoverare guide mirate, binari di guida, palline che emettono segnali acustici e clapstick. Potrebbero esserci delle modifiche relative all'attrezzatura e alle regole per soddisfare esigenze specifiche dei concorrenti di questa categoria, per consentire loro di gareggiare in particolari sport. Alcune discipline non ammettono una guida, mentre il ciclismo e lo sci ne richiedono una.

## Definizione
B1 è una classificazione sportiva per disabili per le persone considerate cieche. La Federazione Internazionale degli Sport per Ciechi (IBSA) definisce questa classificazione come acuità visiva inferiore a LogMAR 2.60. Il Comitato paralimpico canadese ha definito questa classificazione come "assenza di visione funzionale" (no functional vision). Questa classificazione è presa in prestito da altri sport, tra cui il golf per ciechi, che definisce la classe come "Nessuna percezione della luce in entrambi gli occhi, fino alla percezione della luce ma incapacità di riconoscere la forma di una mano a qualsiasi distanza o in qualsiasi direzione".
Le versioni specifiche di questa definizione per lo sci alpino paralimpico comprendono una del Comitato paralimpico australiano che ha definito questa classificazione come questa classificazione nello sci alpino come "atleti completamente ciechi o che hanno una certa percezione della luce ma non riescono a vedere nemmeno la forma di una mano a qualsiasi distanza dal loro viso". Il Comitato Paralimpico Internazionale ha definito questa classificazione per lo sci alpino come "nessuna percezione della luce in entrambi gli occhi, fino alla percezione della luce ma incapacità di riconoscere la forma di una mano a qualsiasi distanza o in qualsiasi direzione".
Questa classificazione ha paralleli anche in altri sport. La classificazione comparativa nel canottaggio adattivo è LTA-B1. Nell'equitazione paralimpica, il grado 3 equivale al B1. La definizione della classificazione para-equestre è diversa da quella IBSA, con BBC Sport che definisce il Grado 3 come comprendente "paralisi cerebrale, Les Autres, amputati, lesioni del midollo spinale e atleti totalmente ciechi con buon equilibrio, movimento delle gambe e coordinazione". L'equivalente B1 per il nuoto è S11, mentre per l'atletica, la classificazione equivalente è T11.